# سفارة دولة فلسطين لدى ليبيا
سفارة دولة فلسطين لدى ليبيا هي الممثلية الدبلوماسية العُليا لدولة فلسطين لدى ليبيا. تقع السفارة في شارع الظل في منطقة بن عاشور في طرابلس.
يُوجد قنصلية عامة لدولة فلسطين في بنغازي، والقنصل العام هوَ عماد الدين العتيلي.

## القنصلية العامة
لدولة فلسطين قنصلية عامة مقرها في مدينة بنغازي.

## قائمة السفراء
- محمد علي الأعرج (1975–1975)
- عمر شلايل
- عزت فريد أبو الرب، الاسم الحركي خطاب.
- باسم الآغا
- عاطف عودة
- المتوكل طه
- محمد رحال (قائم بالأعمال منذ عام 2015 وحتى عام 2025)
- محمد رحال (منذ 13 يناير 2025 ولا يزال)[2][3]

### قائمة قناصل فلسطين في بنغازي
- أحمد مصطفى جرار
- عماد الدين العتيلي منذ 13 ديسمبر 2022.[4]